# Sulle frontiere del Far-West
Sulle frontiere del Far-West è un romanzo d'avventura di Emilio Salgari. In questo libro, pubblicato nel 1908, l'autore apre il Ciclo del Far West, una trilogia ad esso dedicata. Ad uno spirito avventuroso come il suo non poteva certo sfuggire il richiamo che giungeva dalle sconfinate praterie americane e della lotta spietata tra i pellirossa e le carovane dei "visi pallidi" lanciati alla conquista del "Lontano Ovest". È proprio questo il punto del quadro storico in cui si sviluppano le vicende narrate nell'intero ciclo. Nel romanzo Sulle frontiere del Far-West viene delineato lo scontro frontale tra il colonnello Devandel e i suoi uomini da una parte e Yalla e Nuvola Rossa dall'altra. Il romanzo è di per sé concluso e autonomo; tuttavia, come sempre avviene nelle avventure a carattere ciclico, lascia aperte situazioni che saranno poi riprese nelle avventure che seguono.

## Trama
Con l'inizio del XIX secolo il "Lontano West" divenne una frontiera ardente che si muoveva sotto la mira espansionistica della giovane nazione americana lungo le piste tracciate dai pionieri e i coloni in cerca di fortuna. Ma quei territori erano già abitati da fiere e indomite tribù di “indiani” che vi avevano piantato le loro tende in tempi immemorabili. Lo scontro è inevitabile e il sangue scorre inizialmente a discapito dell'uomo bianco.
Fra le colonne di volontari inviati dal governo per sedare la ribellione, solo quella del colonnello Devandel - un veterano delle guerre indiane - riesce a sfuggire agli agguati dei pellirosse e a rifugiarsi sulle montagne del Laramie con l'intento di impedire ai Sioux di unirsi agli Cheyennes. Devandel ha solo cinquanta uomini ai suoi ordini tra cui John Maxim, il suo indian-agent, e gli scorridori della prateria Harry e Giorgio, tre uomini intrepidi e decisi a tutto.
Il colonnello Devandel, in gioventù, era stato fatto prigioniero dal capo tribù degli Sioux, Moha-it-Assah, e per salvare la propria capigliatura era stato costretto a sposare la figlia Yalla, bellissima ma selvaggia e crudele squaw. Da lei aveva avuto un figlio ma poi era riuscito nottetempo a fuggire dal campo e non vi aveva più fatto ritorno. Questo episodio ci spiega l'odio senza freni di Yalla per Devandel che è al centro del presente romanzo. Dopo essere stata abbandonata dal colonnello, Yalla sposa il capo tribù dei Corvi Nuvola Rossa e giura di vendicarsi.
Il romanzo è ricco di colpi di scena tra cui la scoperta del piano di Yalla di distruggere la fattoria del colonnello Devandel; ciò costringe il protagonista a inviare i suoi uomini più validi, i tre impavidi, in difesa dell'hacienda di S. Filipe, dove vivono i suoi cari, ignari di ciò che li attende. È un passo falso che porterà alla sconfitta su entrambi i fronti e alla cattura dei protagonisti. Il trionfo di Yalla, che assapora fino in fondo la sua vendetta, verrà stroncato dal classico arrivo dei "nostri" nel momento culminante della tragedia. Solo uno dei protagonisti è miracolosamente riuscito a fuggire alle stragi e alla tortura, l'indian-agent che costituirà la chiave di volta che rovescerà le sorti e costringerà Nuvola Rossa e la figlia Minnehaha alla fuga. La figlia del capo è un personaggio ponte verso le nuove avventure. Lo zoccolo del suo cavallo risuonerà infatti nelle pagine del volume che segue questa avventura.

## Seguito
Le vicende sono racchiuse all'interno di un gruppo di romanzi che si svolgono nello stesso ambiente e quadro storico, appunto il Ciclo del Far West. I romanzi che seguono sono La scotennatrice e Le selve ardenti.

## Curiosità
All'interno di tutto il romanzo, Emilio Salgari alterna in modo non chiaro l'utilizzo di Nuvola e Nube per indicare il nome del capò tribù Nuvola Rossa. La cosa non è di essenziale importanza visto che i sostantivi sono sinonimi ma il lettore capisce che si parla della stessa persona solo dopo alcune pagine dal momento in cui appare, e questo è dovuto al fatto che i nomi indiani si richiamano tutti tradizionalmente.

## Edizioni
- Emilio Salgari, Sulle frontiere del Far-West, Salgariana, Ugo Mursia, 1973,  p. 213.